# インド洋作戦
インド洋作戦（いんどようさくせん）は、太平洋戦争における日本軍の作戦である。

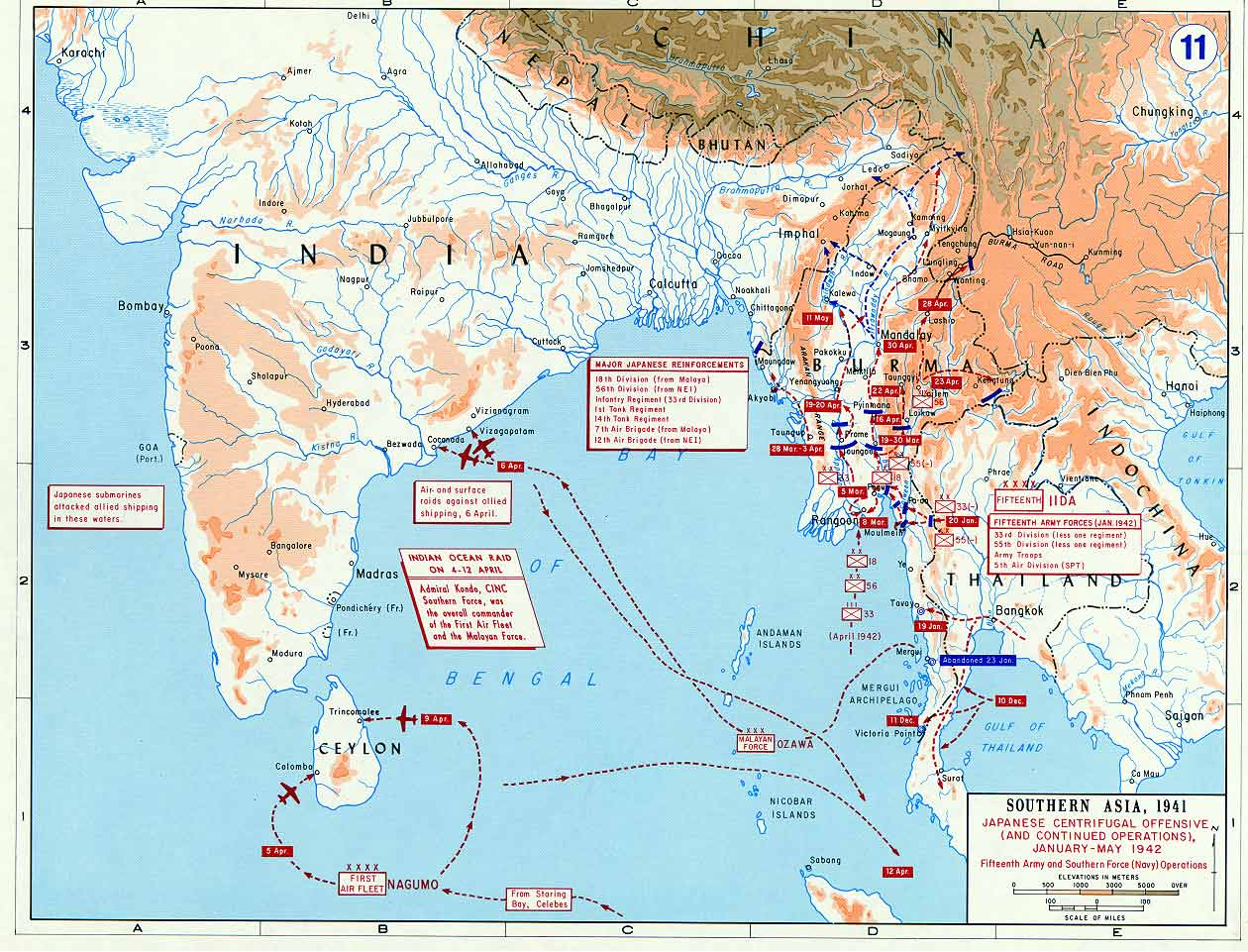
インド洋作戦経過概要（図の左側）

## 計画内容
インド洋作戦は太平洋戦争緒戦において、日本海軍が水上艦艇、潜水艦、航空部隊の三兵力をもって、インド洋セイロン島のイギリス軍兵力を撃滅しようとした作戦。
当時、日本陸軍の南方における陸上作戦は順調で、第十五軍は首都ラグーンを占領していたが、今後、全ビルマ制圧作戦を進めるためには、海路からの軍需品輸送が必要となっていた。しかし、イギリス海軍はセイロン島に商港コロンボと軍港トリンコマリーとを持っており、マレー、シンガポールを失っても、ここを拠点として日本の海路輸送を妨害してくることが予想された。
インド洋に展開するイギリス海軍は当初、空母2隻、戦艦2隻、重巡洋艦3隻をはじめ、軽巡、駆逐艦も行動しており、沿岸の基地には約300機の航空機が配備していたが、マレー、シンガポールを奪った日本軍がさらに西進することを懸念して、空母1隻、戦艦3隻を増派していた。

## 経過
1942年2月14日、軍令部および連合艦隊は、陸軍のアンダマン諸島攻略作戦およびビルマ攻略作戦の実施に伴い、イギリス艦隊が同方面に出てくることがを予想し、南方方面に展開していた機動部隊をもってセイロン島以東のインド洋に進出させ、機を見てセイロン島を奇襲する作戦を決定した。3月5日、連合艦隊参謀長は第一段第四期作戦の作戦要領を明らかにし、その中でセイロン島方面機動作戦の実施を示した。3月9日、蘭印の無条件降伏に伴い、連合艦隊長官山本五十六大将は南方部隊指揮官・近藤信竹中将に対し、機密連合艦隊電令作第八六号で「錫蘭（セイロン）島方面機動作戦ヲ実施スベシ」と命じた。これを知った馬来部隊指揮官・小沢治三郎中将はかねてから研究中のベンガル湾北部機動作戦を、情勢の許す限り、南方部隊機動部隊の作戦に策応させるべきであると近藤中将に上申し、近藤は山本の了解を得た。
1942年3月14日、南方部隊指揮官・近藤中将は電令第一三九号をもって第三次機動戦実施要領を発令した
1942年3月26日、コロンボとトリンコマリーの二大拠点に打撃を与えるため、南雲忠一中将率いる第一航空艦隊がセイロン島に向けて出発。4月5日にコロンボ空襲、4月9日にトリンコマリー空襲を行い、イギリス軍との間でセイロン沖海戦が発生した。
小沢治三郎中将が率いる第一南遣艦隊（馬来部隊）も呼応してベンガル湾北部の敵艦隊を撃滅して、カルカッタ方面に向かう連合国側交通路を遮断すべく、インド東海岸に向かい出発した。第一航空艦隊の助けもあり、ベンガル沖で多数の船舶を撃沈撃破することに成功する。
潜水艦部隊も通商路への攻撃でイギリスの貨物船などを撃沈した。
4月13日、海軍大臣および軍令部総長は、連合艦隊司令官および第二艦隊司令長官（南方部隊指揮官・近藤中将）あてに、官房機密一八三番電「今次印度洋作戦ニ於テ「ベンガル」湾「セイロン」島方面所在敵艦艇、航空兵力及商船ヲ殆ド掃滅シ軍事施設ヲ爆摧スルノ大戦果ヲ収メタルヲ慶祝ス」と慶祝電を発した
インド洋作戦は第一段作戦の最後に実施され、以降は第二段作戦が始まった。
第二段作戦には「すみやかにインド洋にある英艦隊を索めてこれを撃滅する」と記載されている。連合艦隊参謀だった渡辺安次は、アメリカと対峙するため主力の機動部隊は東に展開させるべきであり、西に回すのは無理があると指摘している。これに関して軍令部作戦参謀佐薙毅は、3月には第二段作戦は概定しており、決定直前にミッドウェー作戦、アリューシャン作戦が加えられたためと語っている。